# Commissione internazionale dello stato civile
La Commissione internazionale dello stato civile (in francese: Commission internationale de l'état civil, abbreviata CIEC) è un'organizzazione internazionale fondata a Lussemburgo il 25 settembre 1952 da Belgio, Francia, Lussemburgo, Paesi Bassi e Svizzera.
Nel corso degli anni sono poi entrati a farne parti altri stati europei, in ordine cronologico la Turchia il 24 settembre 1953, la Germania il 27 settembre 1956, l'Italia il 4 settembre 1958, la Grecia il 3 settembre 1959, l'Austria il 14 settembre 1961, il Portogallo il 13 settembre 1973, la Spagna il 13 settembre 1974, il Regno Unito l'11 settembre 1996, la Polonia il 1998, la Croazia il 25 marzo 1999 e l'Ungheria il 15 settembre 1999.
Lo scopo principale della Commissione è di facilitare la cooperazione internazionale in materia di stato civile per permettere e migliorare lo scambio di informazioni tra i registri di stato civile.
Negli anni la Commissione ha prodotto diversi risultati, tra cui varie convenzioni, come ad esempio la convenzione relativa alla codifica delle espressioni che figurano nei documenti dello stato civile.

## Scopi
Fondata nell'immediato secondo dopoguerra in un contesto di milioni di rifugiati, persone scomparse e sfollati, l'organizzazione è nata con lo scopo di facilitare la cooperazione tra gli Stati nel creare, riconoscere e convalidare i documenti riguardanti lo stato civile o qualsiasi altro tipo di documento ufficiale utilizzato (come certificati di nascita, matrimonio, divorzio o morte). L'organizzazione ha proposto una serie di traduzioni ufficiali e standardizzate sui termini utilizzati nei registri anagrafici di stato civile.
Inoltre, sono stati sottoscritti diversi trattati internazionali multilaterali, come ad esempio la Convenzione sul rilascio di estratti multilingue degli atti di stato civile (che prevede l'accettazione senza problemi di estratti di certificati),la Convenzione per l'istituzione del libretto di famiglia internazionale e la Convenzione sul riconoscimento delle decisioni che registrano una riassegnazione del sesso.
La CEIC ha firmato accordi di cooperazione con il Consiglio d'Europa (1955), la Conferenza dell'Aia di diritto internazionale privato (1969), l'Alto commissariato delle Nazioni Unite per i rifugiati (1981) e l'Unione europea (1983).

## Stati membri
Gli Stati possono divenire membri dell'organizzazione tramite l'adesione al protocollo istitutivo ("Protocole relatif à la Commission internationale de l'état civil"), che venne firmato dai cinque paesi fondatori.

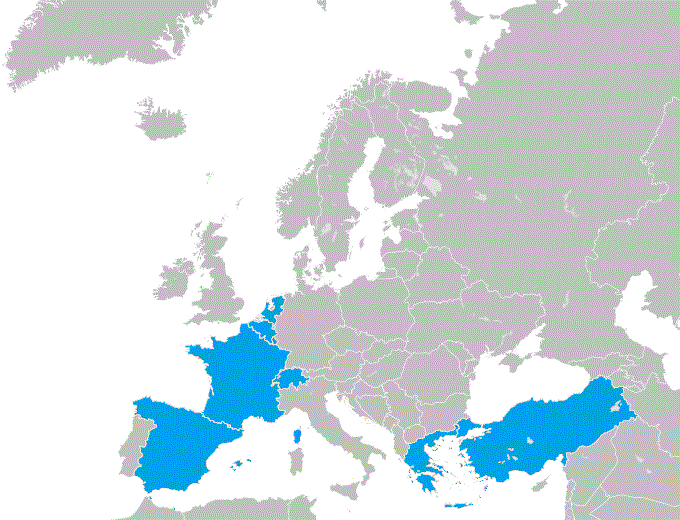
Mappa degli stati membri dell'organizzazione

| Stato       | Entrata in vigore | Cessazione       | note             |
| ----------- | ----------------- | ---------------- | ---------------- |
| Austria     | 14 ottobre 1961   | 8 aprile 2008    |                  |
| Belgio      | 1º ottobre 1950   |                  | membro fondatore |
| Croazia     | 24 aprile 1999    | 21 gennaio 2015  |                  |
| Francia     | 1º ottobre 1950   |                  | membro fondatore |
| Germania    | 27 ottobre 1956   | 30 giugno 2015   |                  |
| Grecia      | 3 ottobre 1959    |                  |                  |
| Italia      | 4 ottobre 1958    | 2 ottobre 2014   |                  |
| Lussemburgo | 1 ottobre 1950    |                  | membro fondatore |
| Messico     | 15 ottobre 2010   | 16 dicembre 2017 |                  |
| Paesi Bassi | 1º ottobre 1950   | 15 maggio 2018   | membro fondatore |
| Polonia     | 15 ottobre 1999   | 14 dicembre 2017 |                  |
| Portogallo  | 13 settembre 1973 | 10 gennaio 2015  |                  |
| Regno Unito | 11 ottobre 1996   | 22 febbraio 2014 |                  |
| Spagna      | 13 ottobre 1974   |                  |                  |
| Svizzera    | 1º ottobre 1950   |                  | membro fondatore |
| Turchia     | 23 dicembre 1953  |                  |                  |
| Ungheria    | 15 ottobre 1999   | 6 dicembre 2012  |                  |

## Osservatori
- Città del Vaticano (dal 1992)
- Russia (dal 1993)
- Svezia (dal 1993)
- Lituania (dal 1994)
- Slovenia (dal 1996)
- Cipro (dal 1999)
- Moldavia (dal 2006)
- Romania
- Perù

## Convenzioni
Dalla sua creazione, la CEIC ha adottato 34 convenzioni multilaterali, che costituiscono strumenti giuridici vincolanti. Il depositario delle convenzioni, di cui 28 sono attualmente in vigore, è il Consiglio federale svizzero.
Le convenzioni della CEIC hanno lo scopo di armonizzare il diritto sostanziale dello stato civile degli Stati membri o di facilitare il funzionamento transfrontaliero dello stato civile, in particolare mediante documenti plurilingue standard, facilitando così l'espletamento delle formalità per le persone residenti all'estero.
1. Convenzione sul rilascio di taluni estratti degli atti di stato civile destinati all'estero (Parigi, 27 settembre 1956)
2. Convenzione sul libero rilascio e sull'esenzione dalla legalizzazione delle spedizioni di documenti di stato civile (Lussemburgo, 27 settembre 1957)
3. Convenzione sullo scambio internazionale di informazioni sullo stato civile (Istanbul, 4 settembre 1958)
4. Convenzione relativa alle modifiche dei cognomi e dei nomi (Istanbul il 4 settembre 1958)
5. Convenzione che estende le competenze delle autorità abilitate a ricevere il riconoscimento dei bambini naturali (Roma, 14 settembre 1961)
6. Convenzione sull'istituzione della genitorialità materna dei figli naturali (Bruxelles, 12 settembre 1962)
7. Convenzione per facilitare la solennizzazione dei matrimoni all'estero (Parigi, 10 settembre 1964)
8. Convenzione sullo scambio di informazioni sull'acquisizione della cittadinanza (Parigi, 10 settembre 1964)
9. Convenzione sulle decisioni di rettifica degli atti di stato civile (Parigi, 10 settembre 1964)
10. Convenzione sulla registrazione di alcuni decessi (Atene, 14 settembre 1966)
11. Convenzione sul riconoscimento delle decisioni relative al rapporto coniugale (Lussemburgo, 8 settembre 1967)
12. Convenzione sulla legittimazione al matrimonio (Roma, 10 settembre 1970)
13. Convenzione per la riduzione del numero di casi di apolidia (Berna, 13 settembre 1973)
14. Convenzione relativa all'iscrizione di cognomi e nomi nei registri di stato civile (Berna, 13 settembre 1973)
15. Convenzione per la creazione di un libretto familiare internazionale (Parigi, 12 settembre 1974)
16. Convenzione sul rilascio di estratti multilingue degli atti di stato civile (Vienna, 8 settembre 1976)
17. Convenzione sull'esenzione dalla legislazione per taluni atti e documenti (Atene, 15 settembre 1977)
18. Convenzione sul riconoscimento volontario dei figli nati fuori dal matrimonio (Monaco di Baviera, 5 settembre 1980)
19. Convenzione sulla legge applicabile ai cognomi e nomi (Monaco di Baviera, 5 settembre 1980)
20. Convenzione sul rilascio di un certificato di capacità matrimoniale (Monaco di Baviera, il 5 settembre 1980)
21. Convenzione sul rilascio di un certificato di diversità dei cognomi (L'Aia, 8 settembre 1982)
22. Convenzione sulla cooperazione internazionale in materia di assistenza amministrativa ai rifugiati (Basilea, 3 settembre 1985)
23. Protocollo aggiuntivo alla convenzione sullo scambio internazionale di informazioni sullo stato civile (Istanbul, 4 settembre 1958 - Patrasso, 6 settembre 1989)
24. Convenzione sul riconoscimento e l'aggiornamento dei registri di stato civile, (Madrid, 5 settembre 1990)
25. Convenzione sulla codifica delle indicazioni contenute negli atti di stato civile (Bruxelles, 6 settembre 1995)
26. Convenzione sullo scambio internazionale di informazioni sullo stato civile (Neuchâtel, 12 settembre 1997)
27. Accordo sul rilascio di un certificato di morte (Parigi, 10 settembre 1998)
28. Convenzione sul rilascio di un certificato di nazionalità (Lisbona, 14 settembre 1989)
29. Convenzione sul riconoscimento delle decisioni che registrano un cambiamento di sesso, (Vienna, 12 settembre 2000)
30. Convenzione sulle comunicazioni elettroniche internazionali (Atene, 17 settembre 2001)
31. Convenzione sul riconoscimento dei nomi (Antalya, 16 settembre 2005)
32. Convenzione sul riconoscimento delle partnership registrate (Monaco di Baviera, 5 settembre 2007)
33. Convenzione sull'uso della piattaforma della Commissione internazionale dello stato civile per la comunicazione internazionale dei dati di stato civile per via elettronica (Roma, 19 settembre 2012)
34. Convenzione sul rilascio di estratti e certificati nelle due lingue e negli atti codificati di stato civile (Strasburgo, 14 marzo 2014)

## Raccomandazioni
Dal 1958, la CEIC ha rivolto agli Stati membri 11 raccomandazioni volte a migliorare il funzionamento dei servizi di stato civile, l'armonizzazione degli atti e degli estratti di stato civile, la pubblicazione dei registri, l'informatizzazione dello stato civile, la cooperazione nel settore dell'assistenza amministrativa ai richiedenti asilo e le frodi documentarie.